# Trận Alam el Halfa
Trận Alam el Halfa là một trận đánh tại Ai Cập thời Chiến tranh thế giới thứ hai, đã diễn ra từ ngày 30 tháng 8 cho đến ngày 5 tháng 9 năm 1942 ở phía nam El Alamein trong Chiến dịch Sa mạc Tây. Tập đoàn quân xe tăng châu Phi (Panzerarmee Afrika) — một lực lượng của Đức-Ý dưới quyền chỉ huy của Thống chế Erwin Rommel — đã tiến hành hợp vây Tập đoàn quân số 8 của Anh, dưới quyền chỉ huy của tướng Bernard Montgomery. Đây là cuộc tấn công quy mô lớn cuối cùng của phe Trục (Chiến dịch Brandung) trong Chiến dịch Sa mạc Tây, trong đó Rommel đã lập kế hoạch đánh bại Tập đoàn quân số 8 của Anh trước khi khối Đồng Minh được tăng viện dẫn đến tình hình bất lợi cho khối Trục.
Montgomery—người đã được hệ thống tình báo Ultra báo trước về những ý định của Rommel—đã cố tình để lại một lỗ hổng ở khu vực phía nam của trận tuyến, vì biết rằng Rommel dự kiến sẽ tiến công nơi này, và triển khai chủ lực của các lực lượng thiết giáp và pháo binh của ông ta xung quanh cao điểm Alam el Halfa, 20 mi (32 km) về phía sau trận tuyến. Trong một chiến thuật mới, các cỗ xe tăng được sử dụng trong một vai trò của vũ khí chống tăng, được giữ nguyên ở các vị trí của chúng trên cao điểm và không được tiến hành phá vây để bị tiêu diệt như trong quá khứ.
Cuộc tấn công của Rommel đã giành được thắng lợi ban đầu. Tuy nhiên, do liên quân Đức - Ý bị thiếu hụt nhiên liệu, và do các cuộc tiến công của ông ta vào cao điểm bị bẻ gãy, Rommel ra lệnh rút quân. Montgomery không khai thác thắng lợi phòng ngự của mình, thay vì đó quyết định củng cố các lực lượng của mình để chuẩn bị cho trận El Alamein lần thứ hai. Mặc dù vậy, Sư đoàn New Zealand số 2 đã phát động một cuộc tấn công vào các vị trí phòng ngự của quân đội Ý, và cuộc tấn công này sớm bị đánh bật với thiệt hại nặng nề. Không biết về hệ thống tình báo Ultra của Anh, Rommel đã tuyên bố rằng ưu thế về không quân của Anh đóng vai trò quyết định cho thắng lợi của họ tại Alam el Halfa. Rommel nhận thấy rằng các cuộc tấn công thất bại của mình đã gây tổn thất lớn cho các lực lượng cơ giới của khối Trục và buộc ông ta phải chấm dứt chiến dịch tấn công của mình.
Đối với quân đội phe Trục, cái giá của thất bại tại Alam el Halfa không chỉ là một thất bại chiến thuật và một cuộc rút lui. Với các cuộc tấn công thất bại tại Alam Halfa, Rommel không chỉ đánh mất khả năng chiến dịch của mình để khởi đầu các chiến dịch tấn công khác, mà ông còn mất khả năng chiến dịch và chiến thuật để phòng thủ căn cứ của quân đội Đức Quốc xã tại châu Phi. Các mục tiêu chiến lược của khối Trục ở chiến trường châu Phi không còn có thể thực hiện được nữa.